# Bogusław Kaczmarek
Pour les articles homonymes, voir Kaczmarek.
Bogusław Kaczmarek, né le 6 mars 1950 à Łódź, est un footballeur polonais, aujourd'hui devenu entraîneur.

## Clubs

### Joueur
- Start Łódź
- Hala Sportowa Łódź
- MRKS Gdańsk
- Polonia Gdańsk
- Lechia Gdańsk
- Arka Gdynia
- RoPS Rovaniemi
- Östärtelje IF
- Pittsburgh Spirit

### Entraîneur
- 1989-1992 :  Lechia Gdańsk
- 1992-1993 :  OKS 1945 Olsztyn
- 1993 :  Zawisza Bydgoszcz
- 1993-1995 :  OKS 1945 Olsztyn
- 1995-1996 :  Sokół Tychy
- 1997 :  GKS Bełchatów
- 1997-1998 :  Petrochemia Płock
- 1999-2000 :  OKS 1945 Olsztyn
- 2000-2001 :  GKS Katowice
- 2001-2003 :  Dyskobolia
- 2004-2005 :  Górnik Łęczna
- 2008 :  Arka Gdynia
- 2009 :  Polonia Varsovie
- 2012-2013 :  Lechia Gdańsk

## Palmarès
- Vainqueur de la Coupe de Pologne : 1979, avec l'Arka Gdynia